# Дан (разряд)
Дан (яп. 段 «уровень, ступень») — японский разряд в боевых искусствах (айкидо, карате), настольных играх (го, риити, сёги, рэндзю) и других занятиях (кэндама). В отличие от ученической степени «кю», дан является мастерской степенью. Самым младшим даном является первый, самым старшим (в зависимости от системы) — с 6-го по 10-й. В большинстве боевых искусств для присвоения последующего дана должно пройти соответствующее его номеру число лет с момента получения предыдущего (например, на 3-й дан — 3 года после получения 2-го).

Чёрный пояс поверх хакамы в айкидо

Если носителей кю в Японии называют «муданся» (無段者) — «тот, у кого нет дана», то достигший степени первого дана называется «сёданся» (初段者) — «тот, у кого есть первый дан». Имеющие дан выше первого — «юданся» (有段者) — «тот, у кого есть дан».
В японских боевых искусствах в отношении обладателей данов приняты также следующие названия:
- 1 и 2 дан — сэмпай (яп. 先輩),
- 3 и 4 дан — сэнсэй (яп. 先生),
- 5, 6 и 7 дан — сихан (яп. 師範),
- 8 и 9 дан — ханси (яп. 範士),
- 10 дан — мэйдзин (яп. 名人).

## История

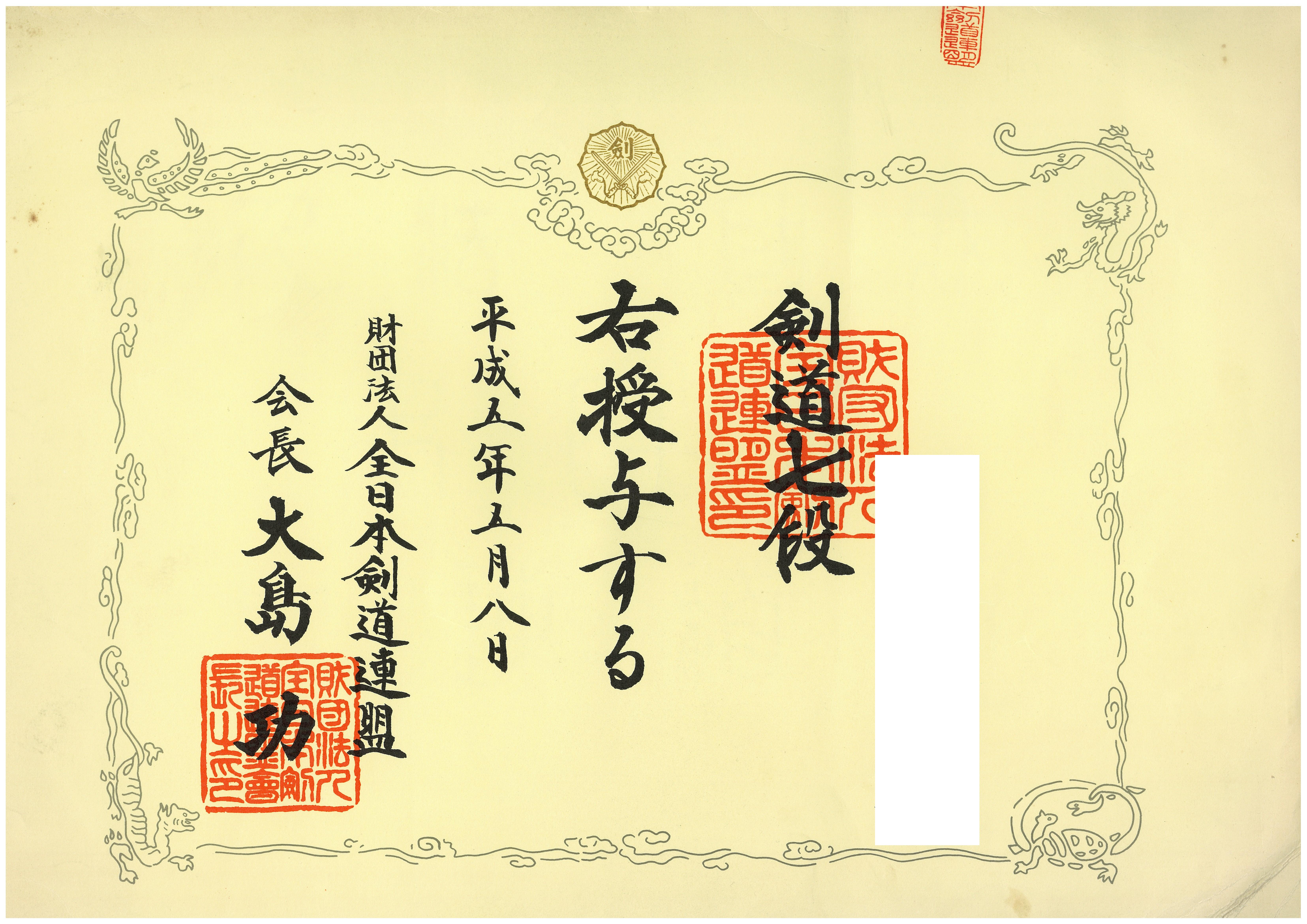
Диплом 7-го дана в кэндо

Система разрядов «дан» была изобретена Хонъимбо Досаку, профессиональным игроком в го в период Эдо. Досаку получил высший ранг 9 дан и звание мэйдзин.
В будо систему рангов «кю-дан» ввёл Дзигоро Кано, основатель дзюдо. Сначала Кано присудил первый дан двум своим первым ученикам Сиро Сайго и Цунэдзиро Томита в 1883 году.

## Дан в го
В игре го система «кю-дан» применяется в качестве базовой в Японии, Корее, частично — в Китае. Западные ассоциации го пользуются рейтингами, похожими на шахматные, или собственными системами разрядов но также применяют систему «кю-дан» как вспомогательную.
В японском, китайском и корейском го существует две шкалы рангов: любительская и профессиональная. Обе шкалы данов привязаны к понятию форы. В го игрок, который делает первый ход (чёрные) имеет преимущество, поэтому при равной игре он даёт противнику (белым) компенсацию в 6,5 очков (коми), которая прибавляется к набранной белыми за игру сумме очков. Величина коми считается равной цене одного камня (одного хода).
Любительская шкала рангов начинается с 30 кю (уровень новичка, не сыгравшего ни одной партии), далее следуют меньшие значения, соответствующие большему игровому мастерству, вплоть до 1 кю. После 1 кю идёт шкала данов, которая начинается с 1 дана и заканчивается 7 даном. Разница в силе между игроками двух соседних любительских рангов традиционно считается равной одному камню форы. Это значит, что для уравнивания шансов при встрече игроков 1 и 2 данов первый должен играть чёрными без коми, игроков 1 и 3 данов — первый играет чёрными и дополнительно получает фору в один камень. Любительские даны присваивают го-организации (в Японии это ассоциации го Нихон Киин и Кансай Киин) по результатам участия игроков в любительских турнирах.
Профессиональная шкала данов начинается с 1 дана и заканчивается 9 даном. При этом разница между соседними данами составляет около трети камня форы (то есть 2—2,5 очка), то есть разница в силе между слабейшими и сильнейшими профессионалами не превышает 3 камней. Профессиональные даны присваиваются теми же го-организациями, но профессионал имеет совершенно иной статус, нежели любитель. Первый дан присваивается после сдачи экзамена и получения сертификата профессионала, последующие — по результатам участия в профессиональных турнирах. Участие в любительских турнирах профессионалам запрещено.
Традиционно считалось, что любители 7 дана примерно соответствуют профессионалам 1 дана, хотя в последнее время среди любителей 7 дана всё чаще появляются игроки заведомо более высокого уровня.

## Дан в сёги
В шахматах сёги в Японии имеются 3 отдельные официальные линейки разрядов кю-дан: для любителей, для женщин-профессионалов и для мужчин-профессионалов. Профессиональные даны по сёги может присваивать лишь Японская ассоциация сёги, согласно фиксированным правилам.
Во всех вышеназванных системах полученные даны не могут быть понижены или отняты; возможно лишь повышение. Таким образом, официальный дан в сёги является показателем наивысшего уровня игры, которого сёгист достиг в своей жизни.
Также, даны по сёги присуждаются при ранжировании сёгистов на различных игровых сайтах, на каждом из которых разрядная система имеет свои особенности. Для этих данов возможно и понижение.
Поэтому при указании дана игрока следует также указывать (если это неясно из контекста), в рамках какой системы этот дан был получен.

## Вне японских боевых искусств и интеллектуальных игр
Подобная японской система «кю-дан» используется в корейских боевых искусствах: хапкидо, тхэквондо, при этом ступени называются «кып» и «тан» соответственно.
Вьетнамские водао также используют ступени дан — по-вьетнамски «доан», однако порядок цветов поясов отличается (низший — чёрный, высший — белый).
С 1998 года Китайская ассоциация ушу совместно с Национальной спортивной комиссией и Китайским исследовательским институтом ушу ввели систему из девяти рангов «дуань». В международной практике рекомендовано использовать японский термин «дан».
Разряды с 1 по 6 дан имеются и в искусстве обращения с кэндамой.